# BR Verkehr
BR Verkehr (ehemals: BR Traffic News) ist ein 24-stündiges, via DAB+ verbreitetes, Hörfunkprogramm des Bayerischen Rundfunks, das mittels eines Sprachsyntheseprogramms Informationen für PKW-, LKW- und Busfahrer und andere Verkehrsteilnehmer über das Verkehrsgeschehen vermittelt. Ein ähnliches System war auch beim WDR unter dem Namen Vera im Einsatz.

## Programm
BR Verkehr sendet als Angebot des Bayerischen Rundfunks über das DAB+-Netz. Das Programm besteht nahezu komplett aus Verkehrsinformationen, die die BR-Verkehrsredaktion von Polizei, ADAC oder anderen Medien erhält. Alle Verkehrsinformationen und Meldungen werden an ein sogenanntes Sprachsynthese-System gegeben. Als Resultat erhält man eine weibliche computergenerierte Stimme, die die Meldungen und Infos vorliest. Eine aktive Moderation findet nicht statt.
Der BR sendet auch bei anderen Hörfunkwellen Verkehrsdaten im TPEG-Format (Transport-Protocol-Experts-Group-Format, einer Weiterentwicklung des gängigen TMC-Systems).
Senderlogos

Logo bis Oktober 2007
Logo ab Oktober 2007
Aktuelles Logo

## Empfang
Zu empfangen ist der Kanal in den DAB+-Regionalkanälen: 7D in Niederbayern, 8C in Mittelfranken, 10A in Unterfranken, Schwaben und Oberbayern, 10B in Oberfranken und 12D in der Oberpfalz. Vom 1. September 2005 bis zum 9. Januar 2012 war BR Verkehr auch über DVB-S im Programmpaket ARD Digital europaweit empfangbar. Die deutschen Kabelanbieter speisten den Sender ebenfalls bis zum 9. Januar 2012 in das Kabelnetz digital ein. Außerdem war es möglich, die kompletten Verkehrsmeldungen unter der Telefonnummer 01805-333066 abzurufen.
Am 9. Januar 2012 wurde die Verbreitung von BR Verkehr über Satellit und Kabel abgeschaltet. Seitdem war auf dem ehemaligen Sendeplatz von BR Verkehr im EPG zu lesen, dass der Sender ab sofort und ausschließlich via DAB+ verbreitet wird.

## Einstellung 2027
Im Zuge der von der Politik geforderten Reduzierung der ARD-Radiosender im Rahmen des Reformstaatsvertrags kündigte der Bayerische Rundfunk im Juli 2025 an, BR Verkehr zum Jahr 2027 einzustellen. Ebenfalls betroffen sind Puls, BR Schlager und BR24live.